# Murcki
Murcki (tedesco Emanuelssegen) è un quartiere di Katowice, in Polonia. Situato nella parte sud-ovest della città polacca, dista dal centro circa 10 km.
Vi si trova la più antica miniera di carbone della Slesia, fondata nel 1769.
Nel periodo fra il 1967 ed il 1975 fu una città indipendente.
Nel 2011 vi abitavano 5.796 persone.

## Sport
Negli anni '60 del XX secolo, vi fu una fiorente attività polisportiva, tra cui la squadra di hockey su ghiaccio Miner Murcki, che giocò nella massima divisione per otto anni e nel 1967 vinse la Coppa di Polonia del Comitato Olimpico. Nel 1971 il club confluì nel GKS Tychy.